# Alta Luz del Castillo
Alta Luz del Castillo är en ort i Mexiko.   Den ligger i kommunen Tepatlaxco och delstaten Veracruz, i den sydöstra delen av landet, 240 km öster om huvudstaden Mexico City. Alta Luz del Castillo ligger 1 193 meter över havet och antalet invånare är 271.
Terrängen runt Alta Luz del Castillo är varierad. Runt Alta Luz del Castillo är det ganska tätbefolkat, med 155 invånare per kvadratkilometer. Närmaste större samhälle är Córdoba, 18,5 km sydväst om Alta Luz del Castillo. Trakten runt Alta Luz del Castillo består till största delen av jordbruksmark.